# 埃皮纳勒
埃皮纳勒（法語：Épinal，法語發音：[epinal] ⓘ），法国东北部城市，大东部大区孚日省的一个市镇，也是该省的省会和人口最多的市镇，下辖埃皮纳勒区。埃皮纳勒位于孚日省中部，其市镇面积为59.24平方公里，2022年1月1日时的人口数量为32296人，在法国城市中排名第253位。
埃皮纳勒是一个区域性的工商业中心和交通枢纽，境内设有多个教育机构；同时埃皮纳勒也因埃皮纳勒版画而闻名，当地设有专门的版画博物馆和加工厂。
社会学创始人埃米尔·涂尔干及其侄子马塞尔·莫斯出生于埃皮纳勒。

## 地名来源
“埃皮纳勒”一名来源于拉丁语的“刺”（spine），可能与当地的自然景观有关。而在高卢时期，当地曾使用“肖蒙”（Chaumont）作为地名，意为“温热的山”，同样来源于当地的自然景观，而这一名称在法国多个市镇都有出现，包括上马恩省省会肖蒙。

## 历史

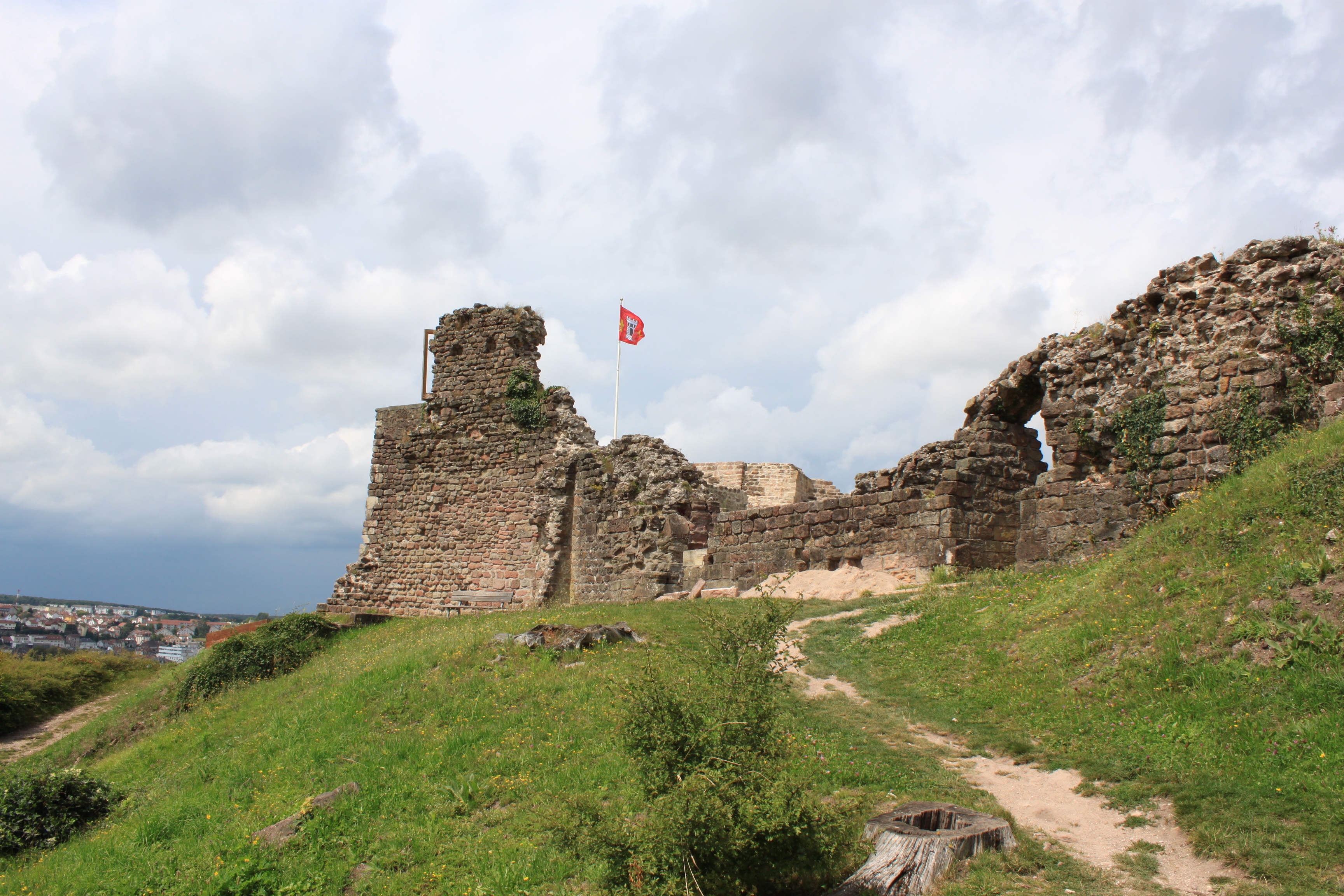
埃皮纳勒城堡遗址

埃皮纳勒所处地区在高卢-罗马时期为勒克人的活动地盘，而埃皮纳勒的建城史则起源于中世纪，彼时为梅斯－巴塞尔道路上的一个小镇，后因朗格尔－斯特拉斯堡道路的开辟而使得埃皮纳勒成为一个中转枢纽，从而带来了商业的发展。公元980年，梅斯主教蒂耶里一世在此地主持修建埃皮纳勒城堡，成为一处军事设施，后来在战乱中被毁，公元13世纪，洛林主教雅各主持复建城堡，并授予此地一定的自治权利。1466年，埃皮纳勒被划分至洛林公国。在三十年战争期间，埃皮纳勒受到了严重的破坏。1670年，法兰西王国元帅弗朗索瓦·德·克雷基出征洛林，烧毁了城堡，使得埃皮纳勒成为法兰西王室土地。法国大革命结束后，埃皮纳勒成为孚日省省会。

## 地理

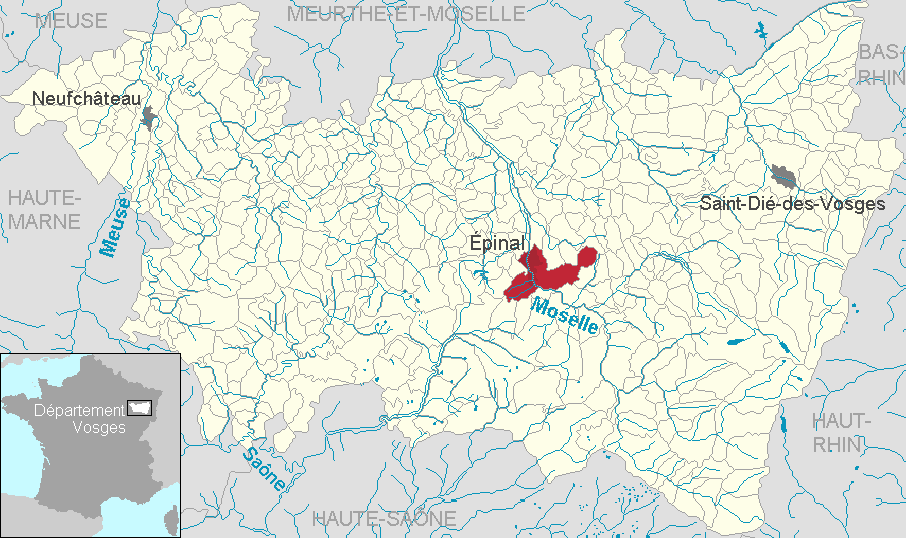
埃皮纳勒在孚日省内的位置

埃皮纳勒位于法国东北部，大东部大区东部和孚日省中部，距离法国首都巴黎大约400公里，距离大区首府斯特拉斯堡大约150公里。与埃皮纳勒接壤的市镇包括：戈尔贝、阿多勒、热塞、勒诺瓦、于里梅尼勒、阿尔什、阿尔谢特、艾杜瓦勒、拉巴夫、尚特赖讷、代维莱、迪诺泽、多涅维尔、杜努。

### 地形
埃皮纳勒位于孚日山西部地区，境内的地形以丘陵为主，海拔在315到492米之间，自摩泽尔河向东西两侧有较为明显的抬升。

### 水文
摩泽尔河自南向北流经境内，属于莱茵河水系。该河在埃皮纳勒市区形成一处河心岛，现已开放成为城市土地，而西侧水道被开辟为皮筏艇运动中心。埃皮纳勒市区沿摩泽尔河呈南北向分布，但随着城市的扩张，这一趋势已不再明显。

### 植被
埃皮纳勒属于温带落叶林区，市区内的主要绿地公园包括拉夫堡花园（Square de Loughborough）、勒库尔花园（Jardin Le Cours）等，林地则广泛分布于摩泽尔河右岸的坡地上。

### 气候
埃皮纳勒在柯本气候分类法中属于带有大陆性特征的温带海洋性气候，平均气温偏低，冬季偶有极端气温出现。
埃皮纳勒境内设有气象站，以下为该站的气象记录：
| 埃皮纳勒1981年－2019年 | 埃皮纳勒1981年－2019年 | 埃皮纳勒1981年－2019年 | 埃皮纳勒1981年－2019年 | 埃皮纳勒1981年－2019年 | 埃皮纳勒1981年－2019年 | 埃皮纳勒1981年－2019年 | 埃皮纳勒1981年－2019年 | 埃皮纳勒1981年－2019年 | 埃皮纳勒1981年－2019年 | 埃皮纳勒1981年－2019年 | 埃皮纳勒1981年－2019年 | 埃皮纳勒1981年－2019年 | 埃皮纳勒1981年－2019年 |
| 月份                   | 1月                    | 2月                    | 3月                    | 4月                    | 5月                    | 6月                    | 7月                    | 8月                    | 9月                    | 10月                   | 11月                   | 12月                   | 全年                   |
| ---------------------- | ---------------------- | ---------------------- | ---------------------- | ---------------------- | ---------------------- | ---------------------- | ---------------------- | ---------------------- | ---------------------- | ---------------------- | ---------------------- | ---------------------- | ---------------------- |
| 历史最高温 °C（°F）    | 14.2 (57.6)            | 18.9 (66.0)            | 23.3 (73.9)            | 27.1 (80.8)            | 31 (88)                | 34.1 (93.4)            | 34.4 (93.9)            | 37.2 (99.0)            | 29.7 (85.5)            | 26.5 (79.7)            | 19 (66)                | 17.8 (64.0)            | 37.2 (99.0)            |
| 平均高温 °C（°F）      | 4.4 (39.9)             | 6.4 (43.5)             | 10.3 (50.5)            | 14.9 (58.8)            | 19.0 (66.2)            | 22.5 (72.5)            | 24.1 (75.4)            | 23.9 (75.0)            | 20.1 (68.2)            | 15.6 (60.1)            | 8.8 (47.8)             | 4.9 (40.8)             | 14.6 (58.2)            |
| 日均气温 °C（°F）      | 1.4 (34.5)             | 2.6 (36.7)             | 5.7 (42.3)             | 9.2 (48.6)             | 13.2 (55.8)            | 16.9 (62.4)            | 18.5 (65.3)            | 18.2 (64.8)            | 14.6 (58.3)            | 11.0 (51.8)            | 5.5 (41.9)             | 2.0 (35.6)             | 9.9 (49.8)             |
| 平均低温 °C（°F）      | −1.4 (29.5)            | −1.1 (30.0)            | 1.1 (34.0)             | 3.6 (38.5)             | 7.5 (45.5)             | 11.3 (52.3)            | 12.8 (55.0)            | 12.5 (54.5)            | 9.1 (48.4)             | 6.6 (43.9)             | 2.3 (36.1)             | −0.6 (30.9)            | 5.3 (41.6)             |
| 历史最低温 °C（°F）    | −18.6 (−1.5)           | −16.8 (1.8)            | −17.8 (0.0)            | −6.4 (20.5)            | −1.6 (29.1)            | 0.9 (33.6)             | 5 (41)                 | 4.4 (39.9)             | −0.6 (30.9)            | −5.5 (22.1)            | −11.8 (10.8)           | −18.2 (−0.8)           | −18.6 (−1.5)           |
| 平均降水量 mm（）      | 47.4 (1.87)            | 51.1 (2.01)            | 59.5 (2.34)            | 54.3 (2.14)            | 65.4 (2.57)            | 48 (1.9)               | 59.7 (2.35)            | 47.9 (1.89)            | 66.5 (2.62)            | 66.3 (2.61)            | 57.2 (2.25)            | 68.6 (2.70)            | 691.9 (27.25)          |
| 月均日照時數           | 84.6                   | 77.8                   | 121.4                  | 167.7                  | 179.8                  | 238.7                  | 238.2                  | 216.4                  | 159.7                  | 112.9                  | 49                     | 53.6                   | 1,699.8                |
| 来源：infoclimat.fr    |                        |                        |                        |                        |                        |                        |                        |                        |                        |                        |                        |                        |                        |

## 行政区划
埃皮纳勒是法国大东部大区孚日省的一个市镇，编号为88160，它也是孚日省的省会。埃皮纳勒下辖埃皮纳勒区，隶属于孚日省第二选区，管理埃皮纳勒第一县和埃皮纳勒第二县，同时也是埃皮纳勒城市圈公共社区内的中心城市。
埃皮纳勒市政府将其境内划分为10个街区，并实行街区自治制度。
法国国家统计与经济研究所（简称）在进行数据统计时，将埃皮纳勒及相邻的另外12个市镇设为埃皮纳勒城市核心区，并将包括核心区在内的周边共72个市镇划为埃皮纳勒城市区。自2020年起，埃皮纳勒城市区被包含118个市镇的埃皮纳勒城市辐射区代替。此外，还将埃皮纳勒市镇分为了14个“块区”（IRIS），以便于统计人口分布情况。

## 交通

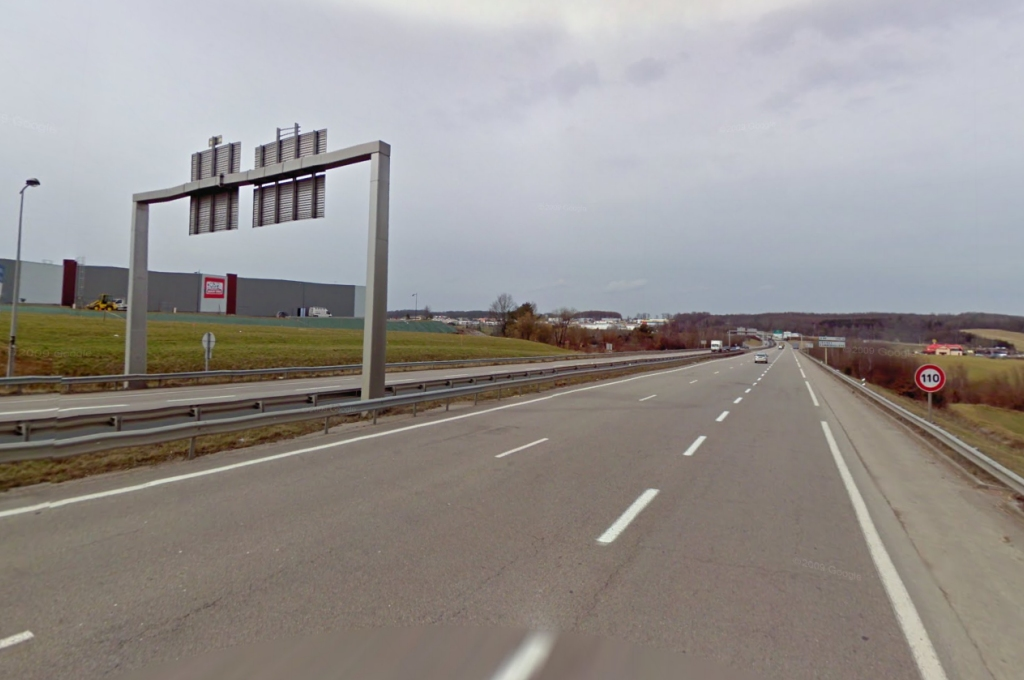
法国国道57线埃皮纳勒段

### 公路
法国国道57线和多条孚日省省道在埃皮纳勒境内交汇，有校车线路可前往周边部分市镇。大东部大区城际客运提供由埃皮纳勒出发前往孚日圣迪耶和米尔库尔方向的大巴车线路。
2017年，61.6%的埃皮纳勒家庭拥有至少一辆的私人汽车。2018年，埃皮纳勒境内共发生各类交通事故20起，造成2人遇难，26人受伤。

### 铁路

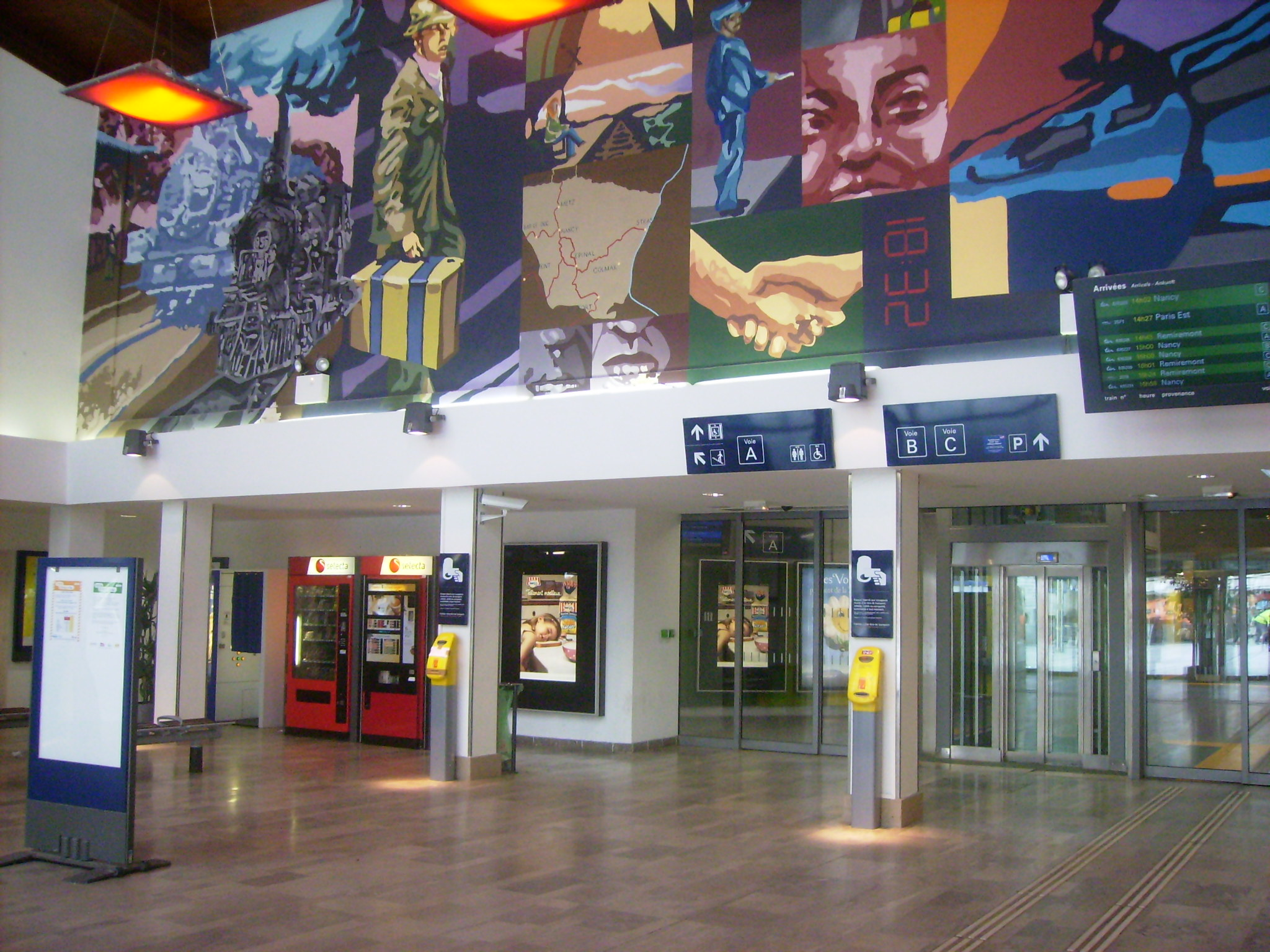
埃皮纳勒火车站的大厅

埃皮纳勒是一个区域性的铁路枢纽，布兰维尔-达姆勒维耶尔－吕尔铁路和埃皮纳勒－比桑铁路在此交汇，另前往孚日圣迪耶方向的铁路因客流不足而于2018年12月关闭，但后期计划于2022年底重新开通运营。
埃皮纳勒火车站位于市区西部，该站每天开行直达巴黎的高铁列车，全程最短运行时间为2小时20分钟，此外该站还开行前往南锡的区域列车，其工作日平均半小时一班，实现公交化运营，部分车次还将延伸至梅斯。此外埃皮纳勒站还开行向南前往勒米尔蒙和贝尔福的区域列车。2018年，埃皮纳勒站累计发送旅客101.37万人次，是法国铁路系统当中的b级车站。

### 航空
埃皮纳勒-米尔库尔机场位于埃皮纳勒市区以西大约33公里，该机场已于2019年停止开行商业客运航线。距离埃皮纳勒最近的民用航空站为南锡-梅斯机场，距离埃皮纳勒车程大约1小时。

### 城市公共交通
埃皮纳勒有轨电车曾于1906至1914年间运行，后因第一次世界大战爆发而停运，战后被公共汽车替代。
现代埃皮纳勒城市公共交通（商业名称为）由凯奥雷斯负责运营，其线路网包括7条常规公交线和多条定制或校车线路，覆盖了埃皮纳勒城市圈公共社区范围内的所有市镇。

## 政治
埃皮纳勒的现任市长为米歇尔·海因里希先生，他是共和党的一名成员，他在2014年的市政选举中获得了58.55%的支持率，在2020年的市政选举中则获得了48.14%的支持率，实现连任。
2017年的法国总统大选中，法国第25任总统埃马纽埃尔·马克龙在埃皮纳勒获得了71.46%的支持率。
| 埃皮纳勒历届市长 | 埃皮纳勒历届市长                  | 埃皮纳勒历届市长          |
| 任期             | 市长                              | 党派                      |
| ---------------- | --------------------------------- | ------------------------- |
| 1945年－1947年   | Alfred Thinesse 阿尔弗雷德·蒂内斯 | MRP人民共和运动           |
| 1947年－1959年   | Charles Guthmüller 夏尔·古特米勒  | RPF法国人民联盟           |
| 1945年－1947年   | André Argant 安德烈·阿尔冈        | MRP人民共和运动           |
| 1977年－1983年   | Pierre Blanck 皮埃尔·布朗克       | PS社会党                  |
| 1983年－1997年   | Philippe Séguin 菲利普·塞甘       | UDF法国民主联盟           |

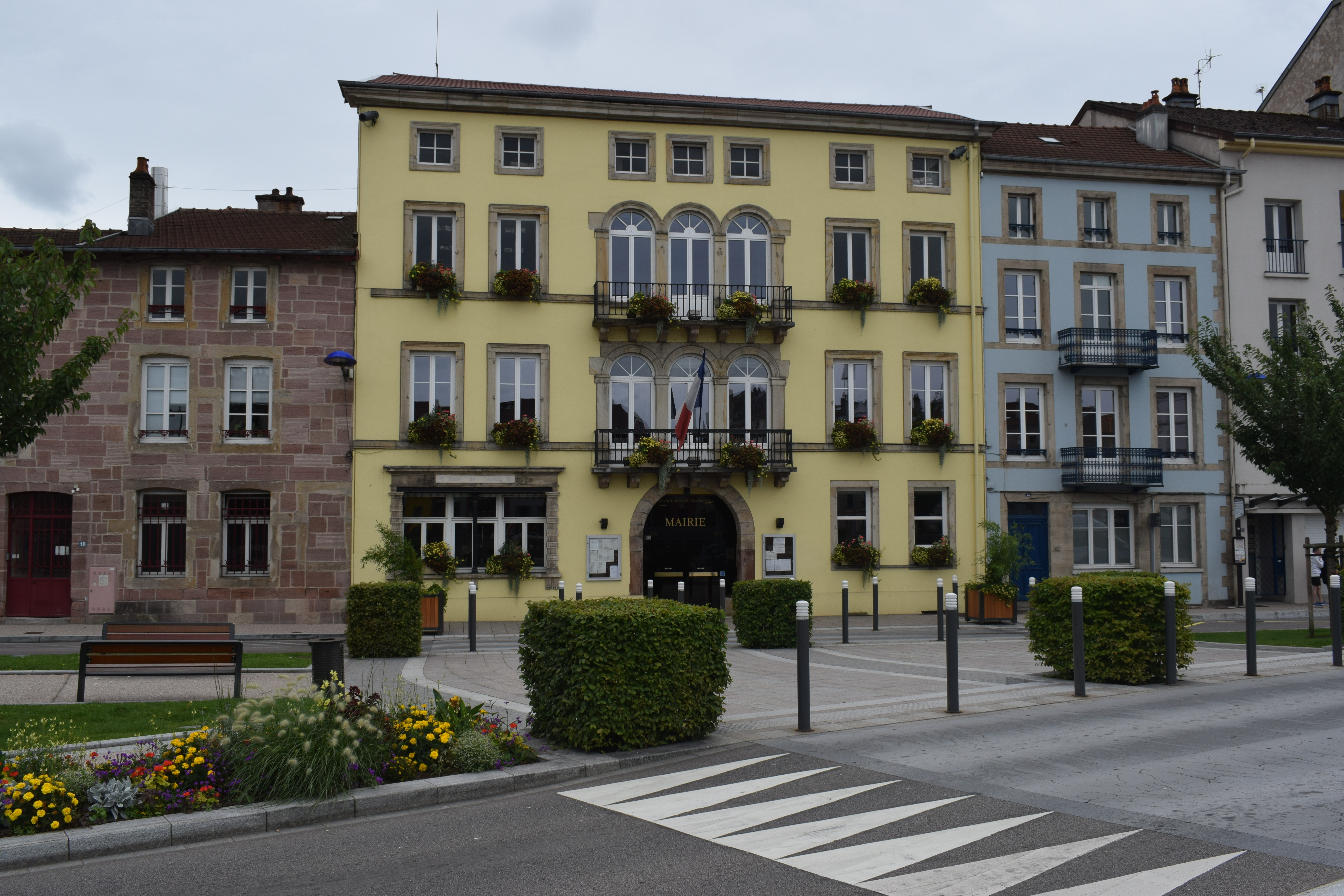
埃皮纳勒市政厅

| 1997年－         | Michel Heinrich 米歇尔·海因里希   | UDF法国民主联盟 →LR共和黨 |

## 人口
2017年，埃皮纳勒市镇人口数量为31,740，在法国排名第253位。其中男性15,314人，女性16,426人，75岁及以上人口占9.6%，外籍人口数量为9,446人，人口密度为536人/平方公里，当地居民被称为（男性）或（女性）。2018年，埃皮纳勒境内出生349人，死亡人口307人。
| 年份   | 1936   | 1946   | 1954   | 1962   | 1968   | 1975   | 1982   | 1990   | 1999   | 2006   | 2011   | 2014   | 2018   |
| ------ | ------ | ------ | ------ | ------ | ------ | ------ | ------ | ------ | ------ | ------ | ------ | ------ | ------ |
| 人口數 | 27,708 | 23,395 | 28,688 | 30,313 | 36,856 | 39,604 | 37,818 | 36,732 | 35,794 | 34,014 | 32,734 | 32,006 | 32,223 |

## 经济
埃皮纳勒是一个区域性的经济和工商业中心，孚日工商会总部所在地。当地共有各类用人单位5,391家，平均历史为18年，其中98.26%为中小型企业（PME）。（汽车销售）、（医疗管理）及（美发产品）是当地2019年营业额最高的三个企业，分别为101,943,929欧元、35,937,910欧元和32,958,370欧元。

## 财政收入
2019年，埃皮纳勒的财政收入总额为53,987,200欧元，财政支出总额为47,096,400欧元，当年的债务总额为54,565,700欧元。
2020年，埃皮纳勒的人均月收入总额为2,130欧元，其中高级职员为3,870欧元，低于法国平均水平（4,320欧元）；中级职员为2,288欧元，低于法国平均水平（2,411欧元）；普通职员为1,671欧元，亦低于法国平均水平（1,740欧元）。
2017年，埃皮纳勒境内的青壮年（15至64岁）失业率为20.7%，当地44.6%的家庭拥有纳税资格。

## 社会事务

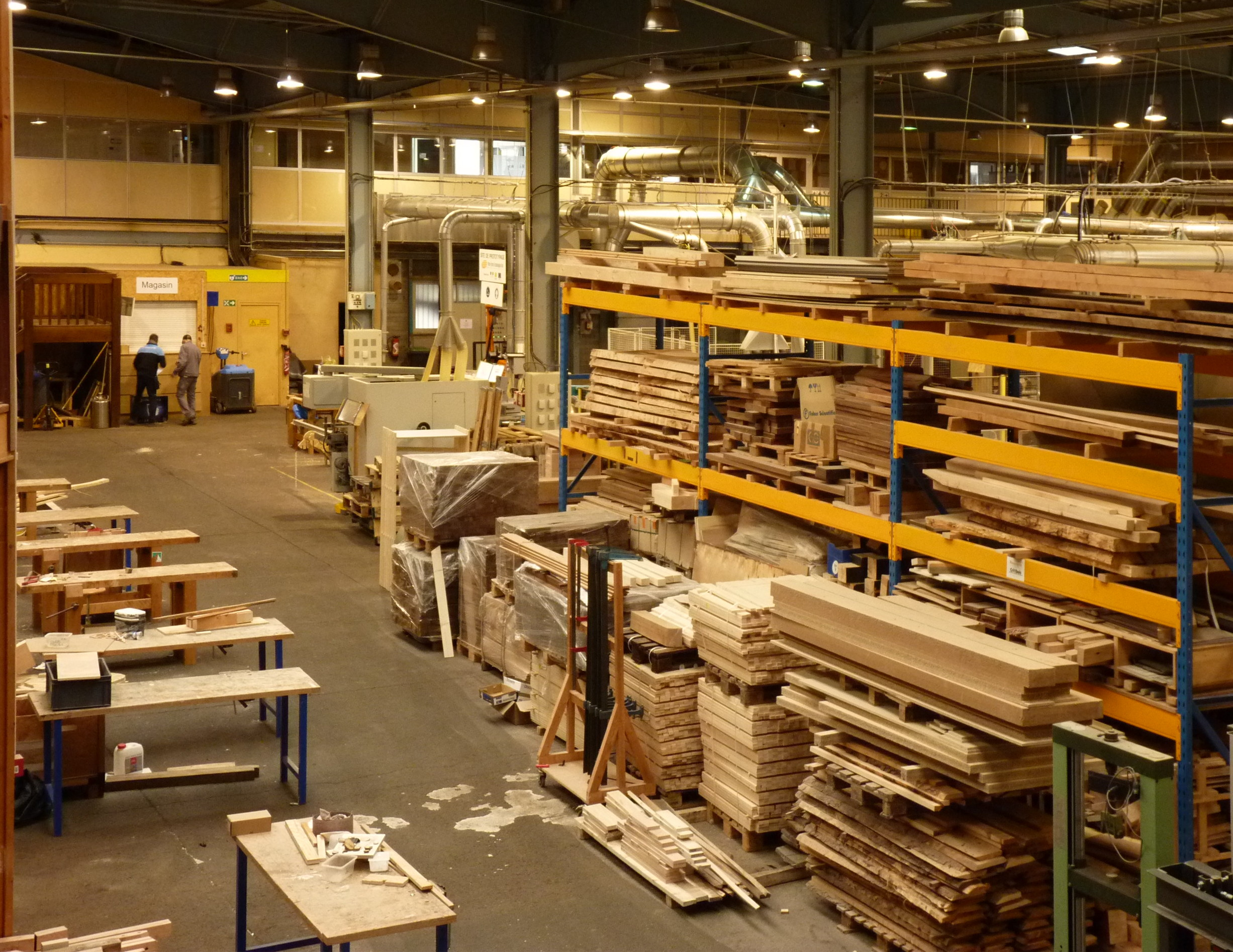
法国国立高等木材工业技术学校的操作中心

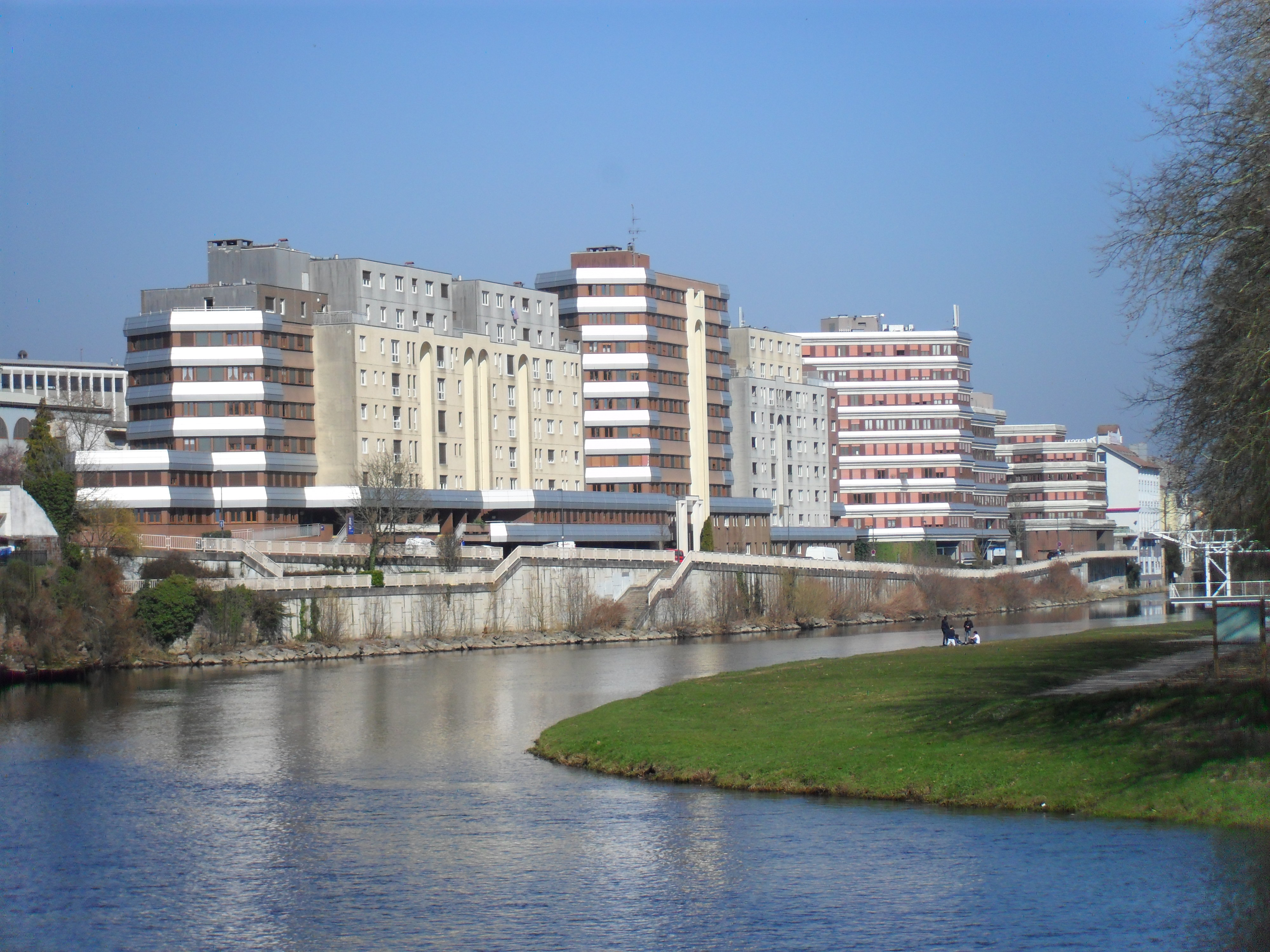
摩泽尔河畔的建筑

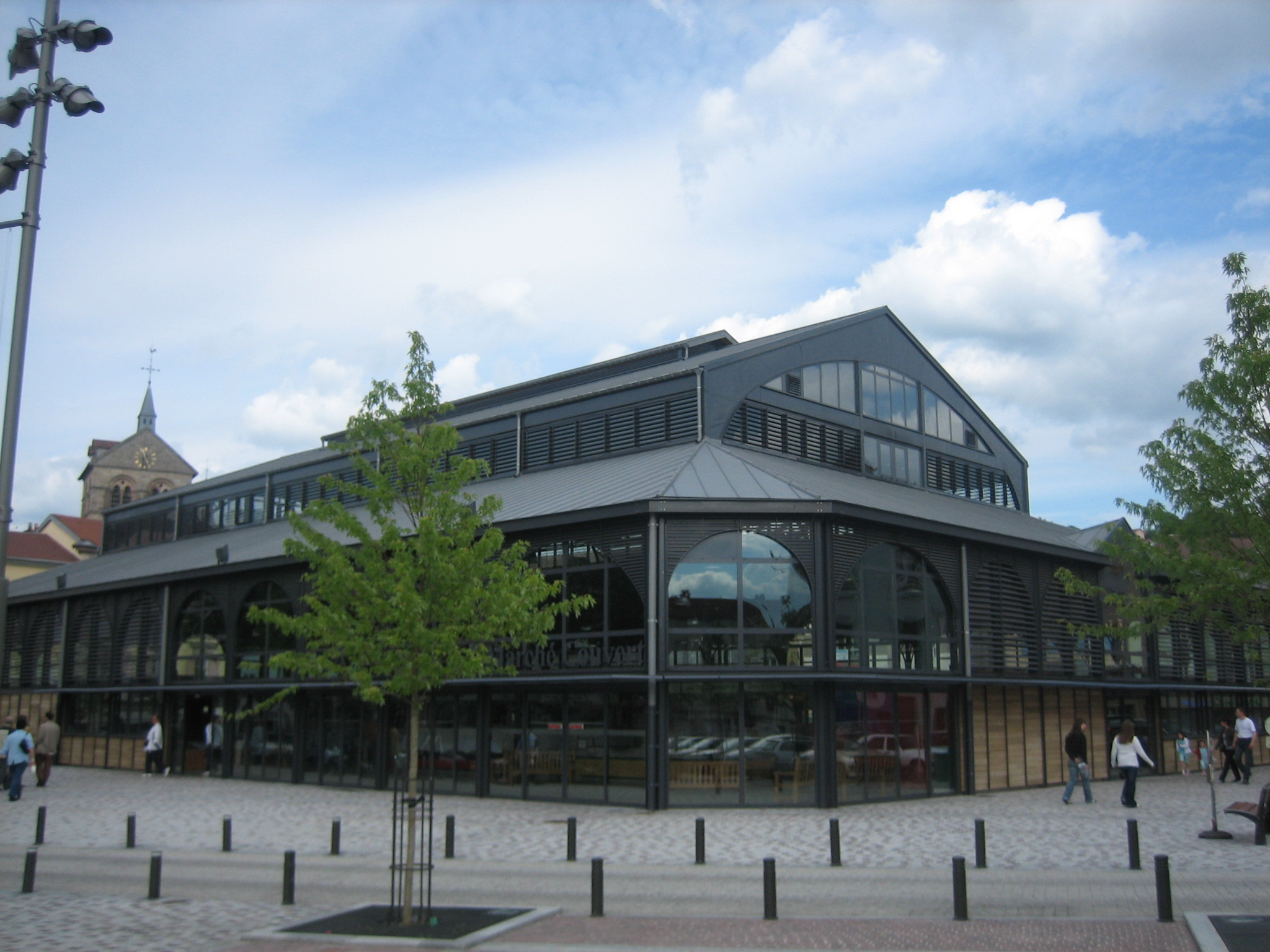
埃皮纳勒市中心的大市场

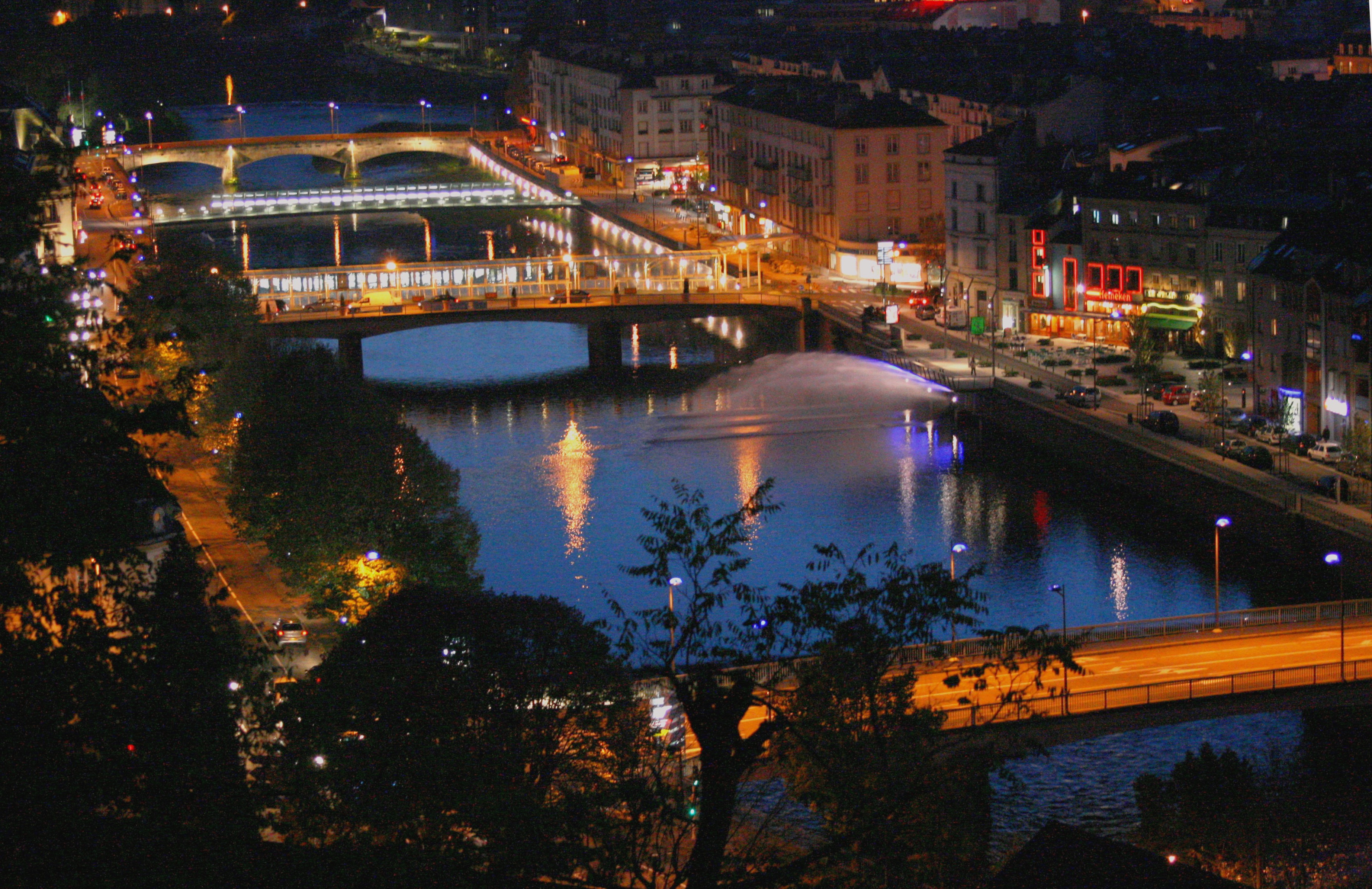
埃皮纳勒夜景

### 教育
埃皮纳勒属于南锡-梅斯学区。截止2017年1月1日，埃皮纳勒境内共有9所幼儿园、15所小学、4所初级中学、5所普通高中和2所职业高中。2018至2019学年度，埃皮纳勒境内共有学生6,102名。
在高等教育方面，法国国立高等木材工业技术学校位于埃皮纳勒境内，是法国205所工程师大学校之一。洛林大学下属的埃皮纳勒应用科技学院开设三个专业，是法国113所应用科技学院之一。

### 医疗
截止2019年1月1日，埃皮纳勒境内共有全科医生45名、保健师34名、牙医36名、护士29名、耳科医生3名、眼科医生6名、皮肤科医生2名、助产士12名、儿科医生6名和妇科医生9名。境内共有药房18家、养老院7家、残疾人帮扶中心12家。
埃皮纳勒中心医院（Centre hospitalier d'Épinal）是法国的一个区域性医疗机构，其主病区位于埃皮纳勒市区，设有床位708个，是当地规模最大的公立综合性医院。

### 住房
2017年，埃皮纳勒境内共有各类住房18,782套，其中30.7%为独立式居民区，主要分布于市区北部和东部；68.8%为集中式居民区，主要分布在市区南部。常住房屋占埃皮纳勒市镇范围内居民建筑总量的83.1%。
在住房保障政策方面，2017年，埃皮纳勒境内共有5,857户家庭获得了住房经济补助，受益人数占总人口数量的18.5%，其中5,689份为房租补助。

### 商业
2019年，埃皮纳勒境内共有各类实体商铺1,011家，其中餐厅158家、大型超市7家、杂货店16家、面包房40家、肉铺18家、书店21家、装饰品店6家、银行门店28家、美容美发店70家、汽车维修店27家。市区东部建有大型开放式商业街区。

### 体育
2019年，埃皮纳勒境内共有6家游泳池、15间体育馆、3座综合体育场、8处网球场、11处足球或橄榄球场、7处篮球或排球场以及1处高尔夫球场。
截至2021年3月，埃皮纳勒境内共有三家注册足球俱乐部。其中埃皮纳勒足球俱乐部是当地的一家地方性足球俱乐部，曾于1990至1998年之间参加法国足球乙级联赛，2020至2021赛季参加法国全国乙组联赛（法丁）比赛，该队曾在2020年的法国杯比赛中击败法甲球队里尔，打進八强。其主场拉科隆比耶尔球场是当地最大的体育设施，可同时容纳7200名观众。

### 环境
埃皮纳勒的环境事务由其所属的公共社区负责。2019年，埃皮纳勒境内共有5家污染企业。

### 治安
2019年，埃皮纳勒市镇范围内共有1处派出所和1处宪兵队。
2014年，埃皮纳勒及附近地区共发生各类案件2,695起，其中盗窃类案件1,674起，经济类案件203起，毒品交易类案件176起。

## 文化
2017年，埃皮纳勒境内共有2个剧场、1个电影院、2座博物馆和1个音乐厅。
埃皮纳勒市际综合图书馆由埃皮纳勒城市圈公共社区主持修建和管理，面积4300平方米，是当地最主要的公众文化场所之一。

### 建筑
埃皮纳勒境内有多处法国国家文物保护单位，埃皮纳勒城堡是埃皮纳勒的代表性建筑物，该城堡建于13世纪，在17世纪被毁，但大致轮廓依然得以保留，附近开辟有葡萄酒园和“中国亭”。

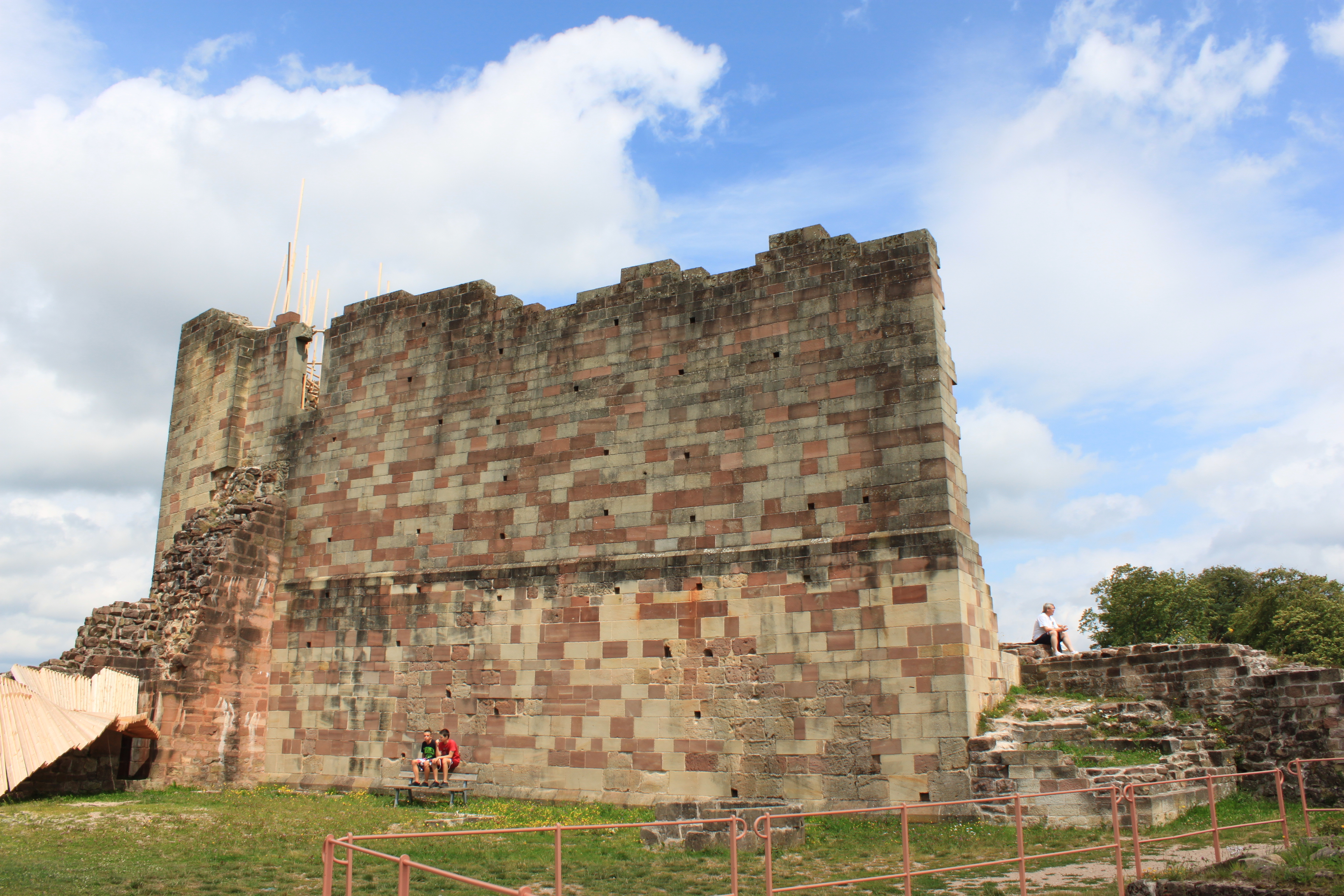
埃皮纳勒城堡（法语：Château d'Épinal）遗址
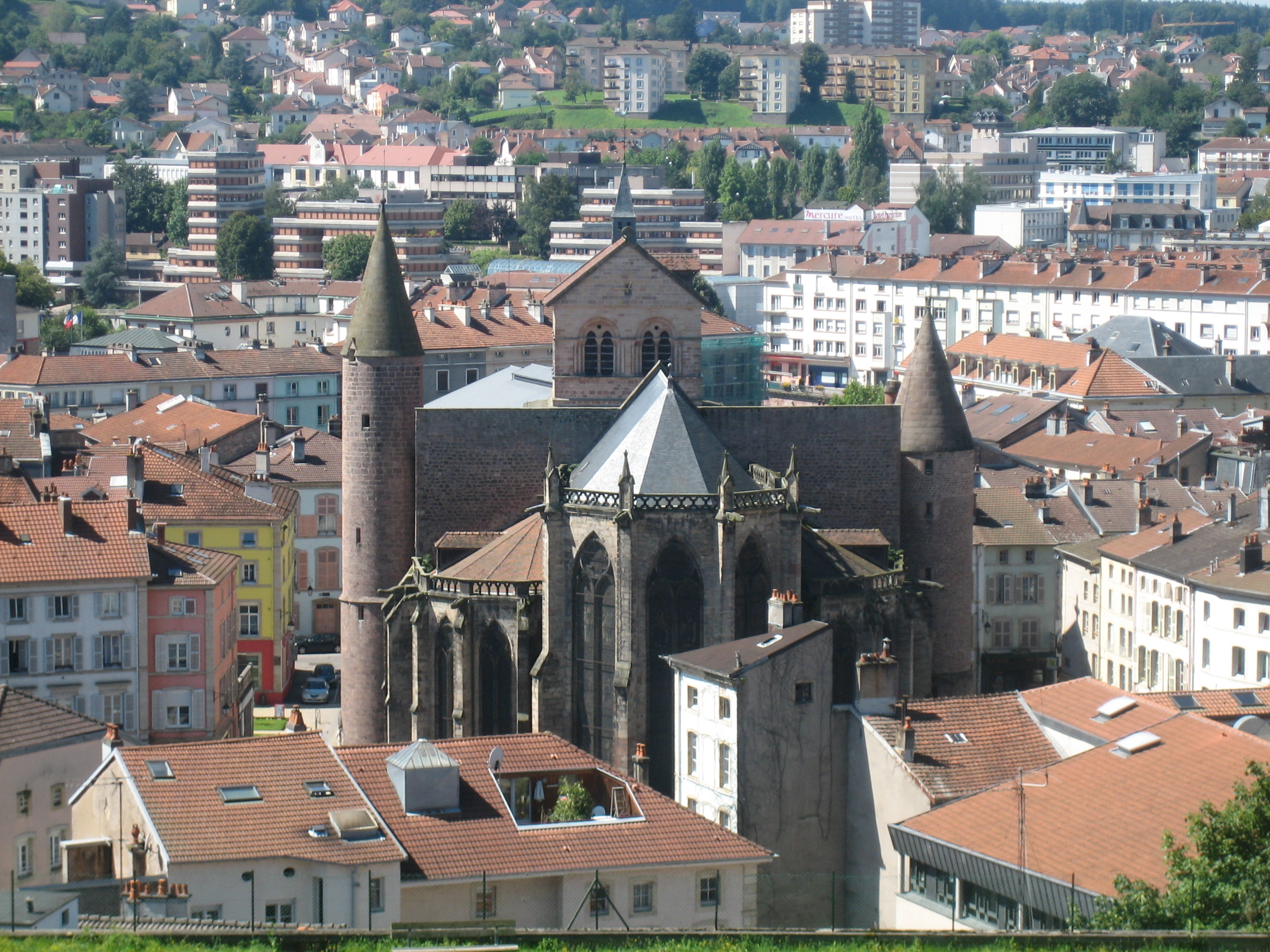
圣莫里斯大教堂（法语：Basilique Saint-Maurice d'Épinal）
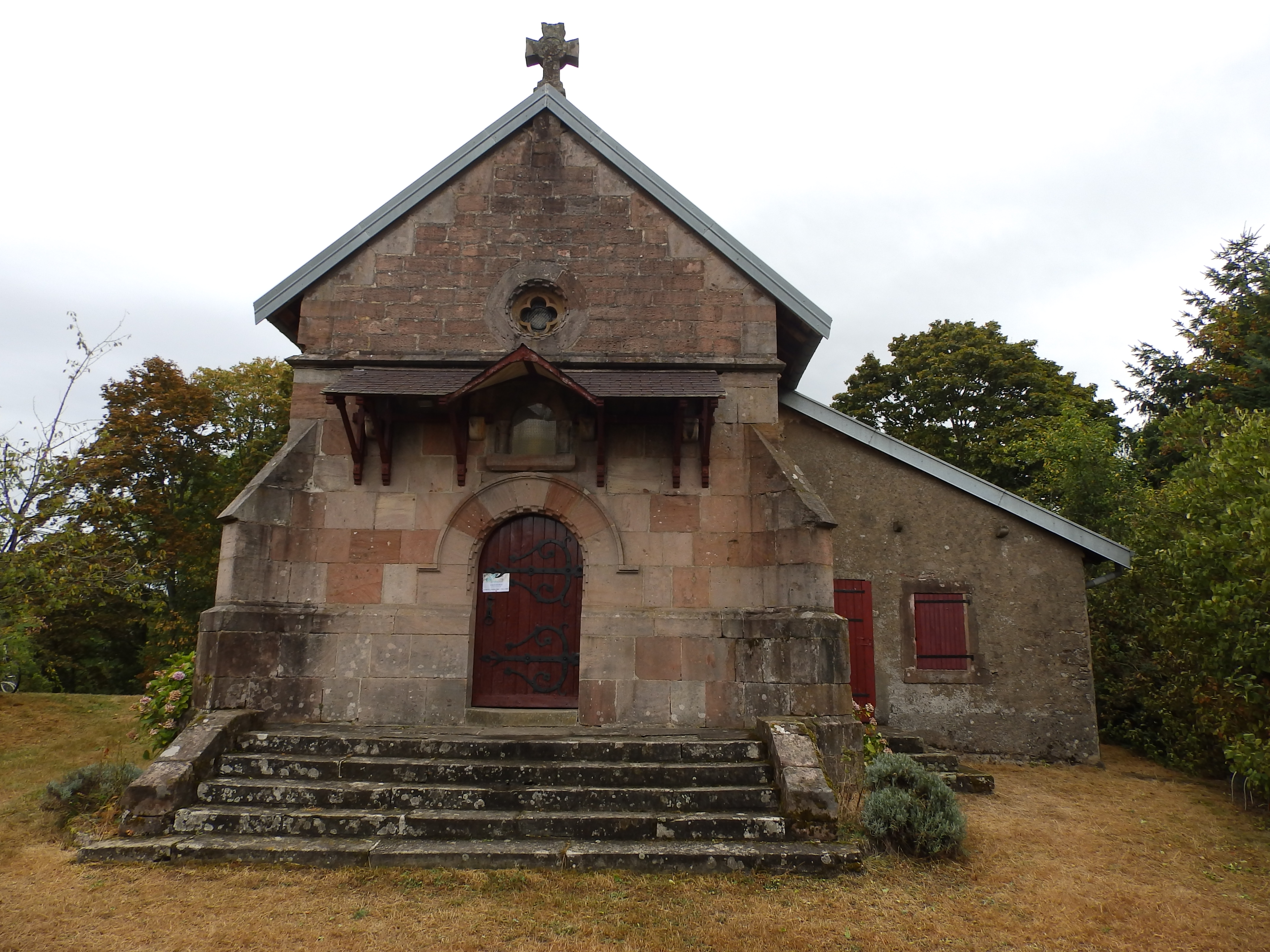
圣米歇尔小教堂（法语：Chapelle Saint-Michel d'Épinal）
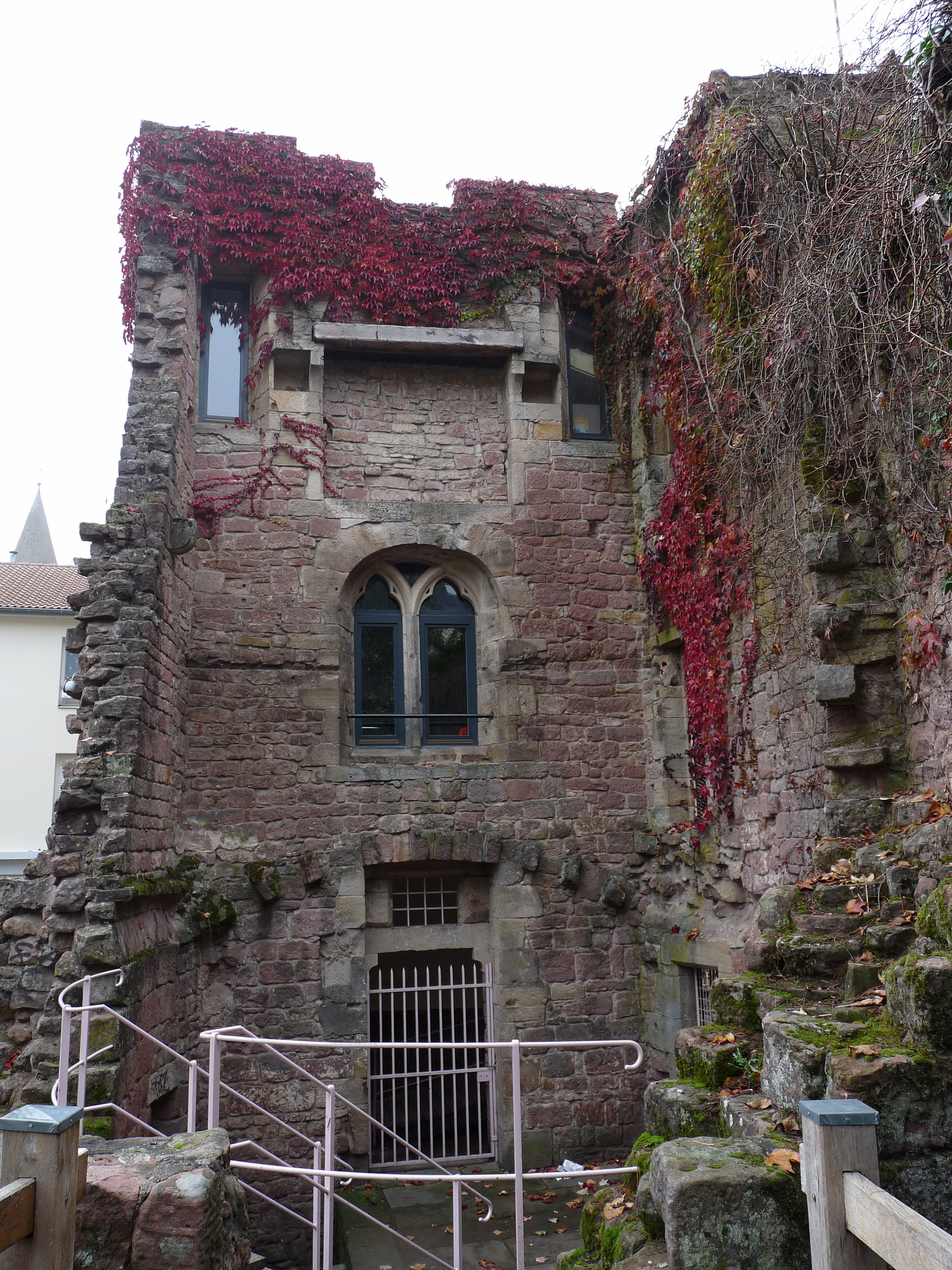
城墙旧址
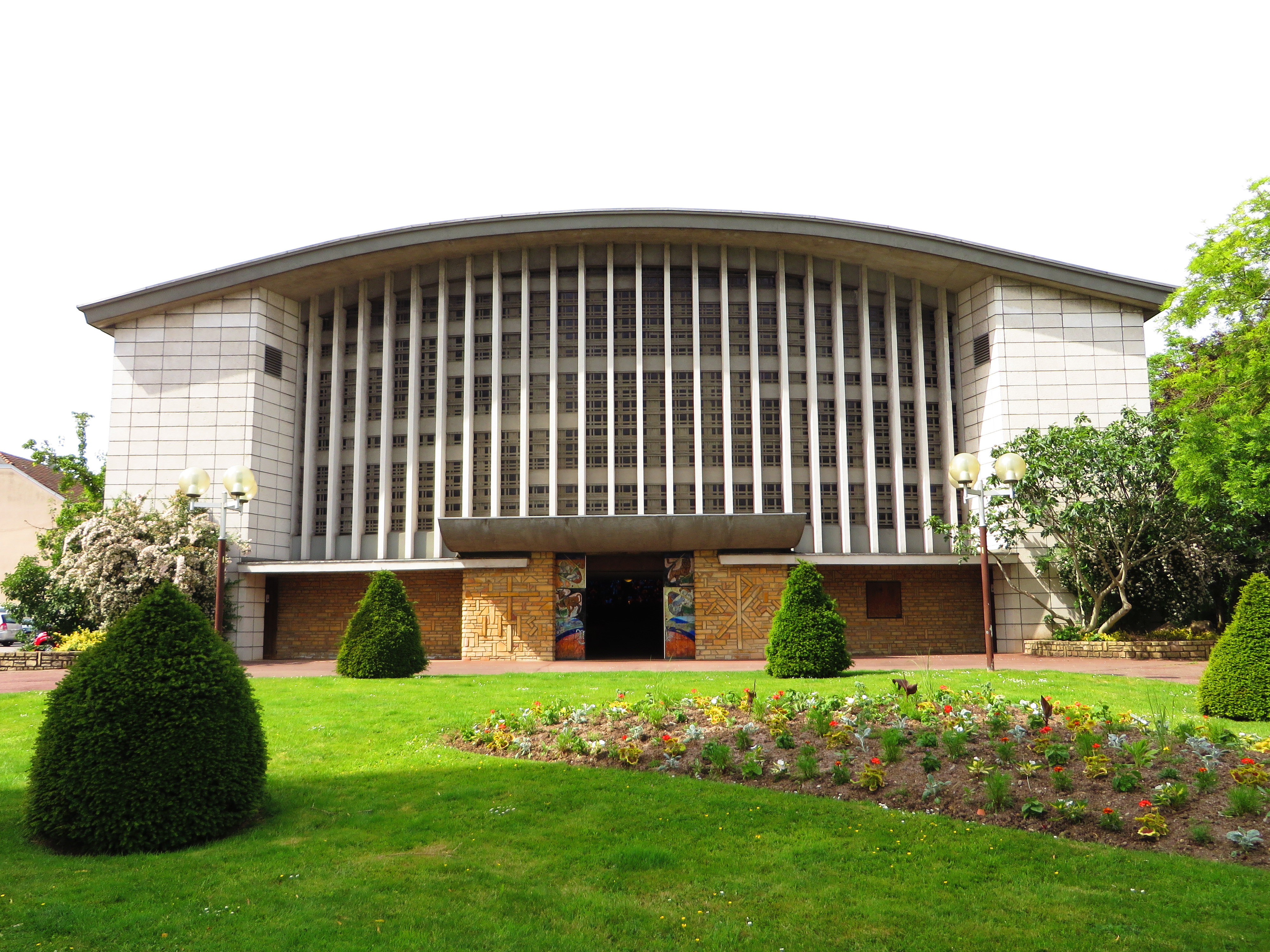
圣母教堂（法语：Église Notre-Dame-au-Cierge d'Épinal）博物馆
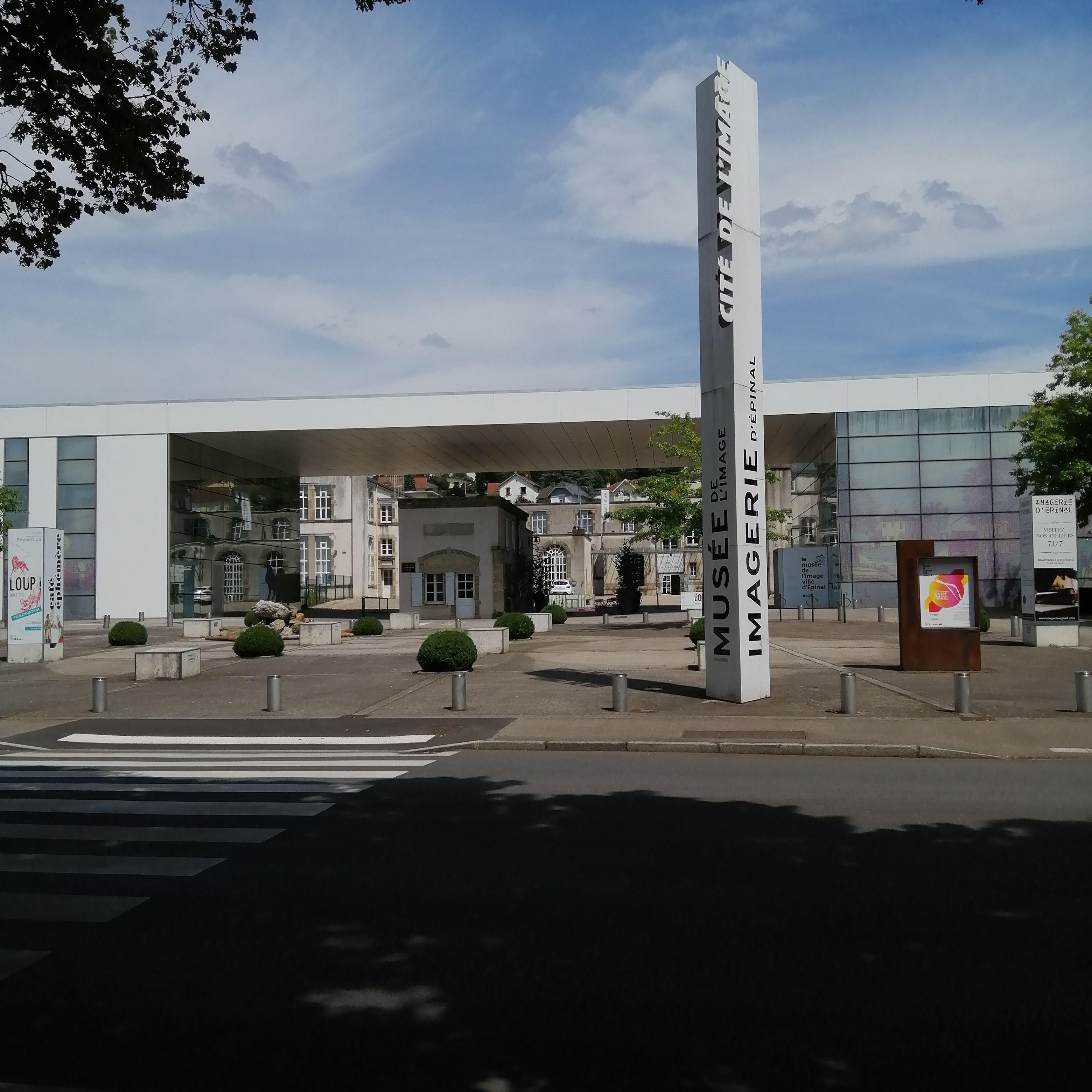
影像城（法语：Imagerie d'Épinal）
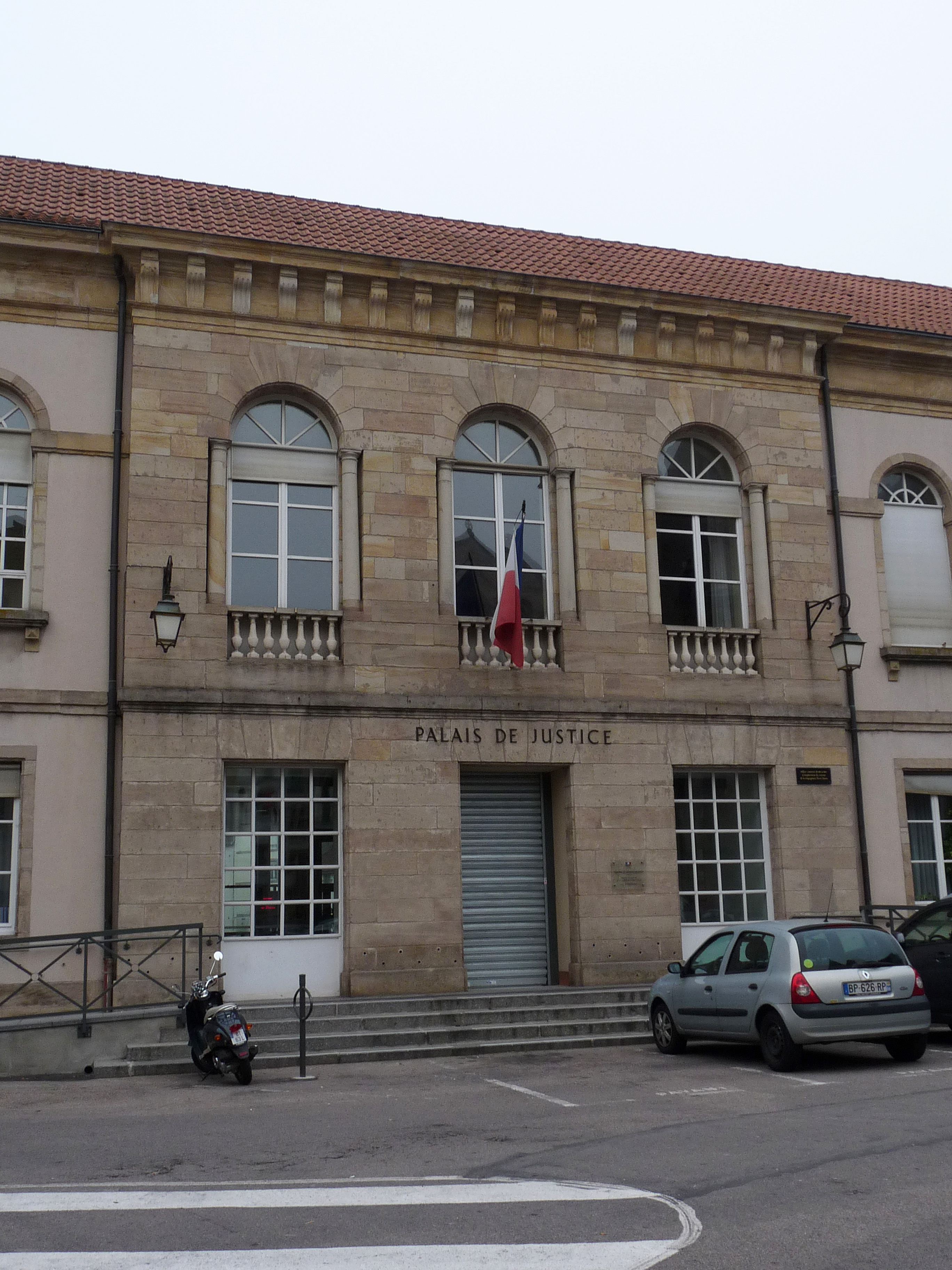
审判法院

### 旅游
埃皮纳勒的旅游事务由其所属的公共社区负责。2020年，埃皮纳勒境内共有10家宾馆共计443间房间；另有1个露营地，可容纳共47辆露营车。

### 版画

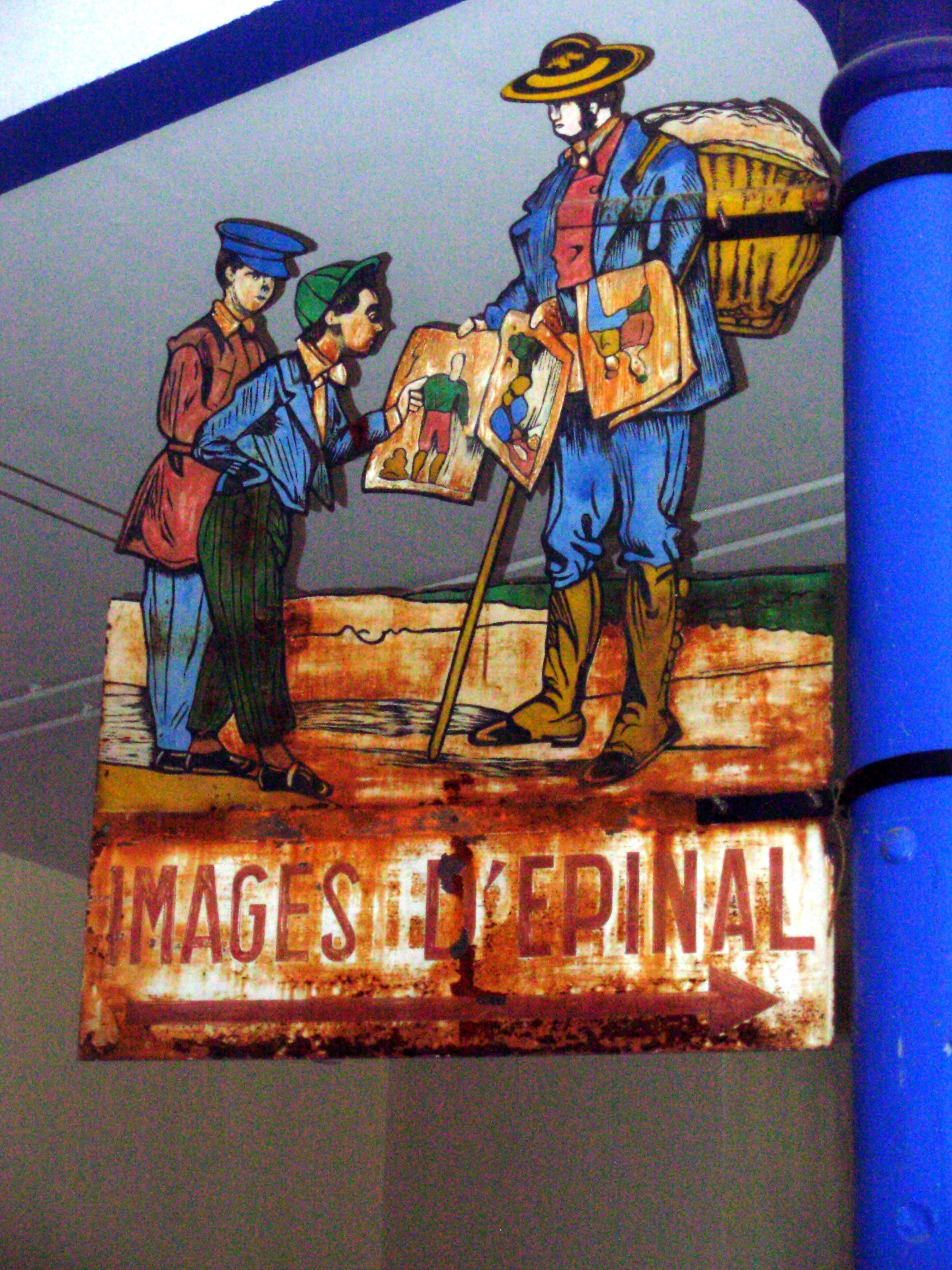
埃皮纳勒版画标志

埃皮纳勒因版画而闻名，其版画起源于19世纪初，由当地画家让-夏尔·佩勒兰发起，并在当地兴建了埃皮纳勒版画工厂，其作品流传于法国乃至西欧各地。

### 音乐
自1970年起，埃皮纳勒每年举办国际钢琴大赛。

### 媒体
法国主要的媒体均可在埃皮纳勒接收，法国电视三台下属的大东部大区频道在部分时段播出埃皮纳勒所属区域的地方新闻。《孚日晨报》是当地主要的地方性媒体，开设有埃皮纳勒专刊。埃皮纳勒还有一个地方性的电视台，隶属于Vià集团。

## 相关人物
法国社会学家埃米尔·涂尔干和马塞尔·莫斯、地质学家亨利·奥加尔、宗教学家马克·布埃尼耶、政治人物让-马里·卡瓦达、现代文学家尼古拉·马蒂厄和足球运动员加埃唐·比斯曼出生于埃皮纳勒。
1983年至1997年在任的埃皮纳勒市长菲利普·塞甘曾担任法国审计法院审判长职务。

## 友好城市
埃皮纳勒与以下7座城市互为友好城市：
- 英国 拉夫堡 （1956年）
- 德国 施韦比施哈尔 （1964年）
- 北馬其頓 比托拉 （1968年）
- 比利时 让布卢 （1974年）
- 美国 拉克罗斯 （1986年）
- 義大利 基耶里 （1999年）
- 捷克 新伊钦 （2008年）